# Stilfser
Stilfser oder italienisch Stelvio ist ein italienischer Käse aus Kuhmilch mit geschützter Ursprungsbezeichnung.

## Herkunft
Das Herkunftsgebiet umfasst das Verwaltungsgebiet von 84 Gemeinden in den Bezirksgemeinschaften Vinschgau, Burggrafenamt, Salten-Schlern, Pustertal, Eisacktal sowie das Gebiet der Gemeinde Bozen in der autonomen Provinz Bozen – Südtirol, gelegen in der autonomen Region Trentino – Südtirol.
Die Landschaft ist geprägt von der alpinen Umgebung des Berggebiets Stilfser Jochs und der Südtiroler Alpenregion. Auf den Bergbauernhöfen (Masi) auf 500 bis 2.000 Meter Höhe wird traditionell Viehzucht betrieben.
Das Futter der Kühe besteht während der Weidehaltung auf der Alm vorwiegend aus frischem Gras, während die im Stall gehaltenen Tiere mit Heu und Grassilage gefüttert werden. Gras und Raufutter aus dem Herkunftsgebiet machen mindestens 50 % der gefütterten Trockenmasse aus.
Die Bergregion ist nur bedingt zum Anbau von Getreide oder Ölpflanzen geeignet. Daher müssen die Futterrationen durch Kraft- und Zusatzfutter ergänzt werden, das außerhalb des Herkunftsgebiets erzeugt wird. Zulässig ist die Verwendung von Silomais und Trockenfutter sowie von Gerste, Roggen, Triticale, Weizen, Hafer und Mais in Form von Erzeugnissen und Nebenerzeugnissen aus der Verarbeitung dieser Pflanzen und in Form von Stroh. Außerdem können Ölsaaten und deren Erzeugnisse und Nebenerzeugnisse, genetisch nicht verändertes Soja, Raps, Lein und geschälte oder teilgeschälte Sonnenblumenkerne, getrocknete Zuckerrübenpulpe,  Biertreber und getrockneter Apfeltrester, Zuckerrüben, Kartoffeln, Bierhefe, Melasse, Johannisbrot, Milchpulver, Aminosäuren und hochwertige Eiweiße sowie pflanzliche Fette verfüttert werden. Futtermittel, die außerhalb des Herkunftsgebiets produziert wurden, dürfen 50 % der jährlich verfütterten Trockenmasse nicht überschreiten.
Alle Erzeugungsschritte von der Aufzucht der Kühe, dem Melken, der Sammlung und Verarbeitung der Milch bis zur Erzeugung und Reifung des Käses erfolgen im Herkunftsgebiet.

## Herstellung
Die zur Käseherstellung verwendete Milch hat einen Proteingehalt von über 3,10 % und kann leicht entrahmt werden, um den Fettgehalt auf 3,45 % bis 3,80 % zu regulieren. Die Mindestreifedauer beträgt 60 Tage.

## Eigenschaften
Der zylindrische Laib hat eine Höhe von 8 bis 11 cm und einen Durchmesser von 34 bis 38 cm. Das Gewicht beträgt 8 bis 10 kg. Ober- und Unterseite sind flach, die Ränder sind gerade oder leicht konkav.
Die Rinde ist gelb bis orangebraun gefärbt. Der Teig ist von kompakter Struktur und geschmeidiger und elastischer Konsistenz, weist eine hellgelbe bis strohgelbe Färbung und unregelmäßig verteilte, kleine und mittelgroße Löcher auf. Der Geschmack ist aromatisch und ausgeprägt, bisweilen scharf.
Der Fettgehalt in der Trockenmasse beträgt mindestens 50 %, der Feuchtigkeitsgehalt höchstens 44 %.

## Kennzeichnung und Handel
Stilfser bzw. Stelvio wird in ganzen Laiben oder portioniert vermarktet und muss beim Inverkehrbringen mit dem entsprechenden Kennzeichen für die geschützte Ursprungsbezeichnung versehen sein. Laibe, die aufgeschnitten, gewürfelt oder gerieben in den Handel kommen, dürfen zur Begrenzung von Verarbeitungsabfällen in einer anderen Form als der zylindrischen produziert werden, sofern die genannten  Anforderungen hinsichtlich des Gewichts und der Höhe eingehalten werden. Die Portionierung erfolgt erst nach Anbringung des Kennzeichens mit der Angabe der Ursprungsbezeichnung am Laib. Das portionsweise Abpacken des Käses kann außerhalb des Herkunftsgebiets erfolgen.
Auf den Käselaiben müssen neben der Angabe zur geschützten Ursprungsbezeichnung das Los, das Herstellungsdatum und der Herstellercode angebracht werden. Das Produkt wird mit dem entsprechenden Kennzeichen für die Ursprungsbezeichnung in den Handel gebracht.